# Marco Manieri
Marco Alexander Manieri, född 18 november 1973 i Limhamns församling, Malmö, är en svensk ljudtekniker och musikproducent samt delägare i Gula Studion i Malmö. Han har även utgivit en kokbok.
Manieri fick sin ljudtekniska utbildning i London vid School of Audio Engineering. När han återvände till Sverige började han arbeta som ljudtekniker och producent i olika studior över hela Sverige. Han har också lång erfarenhet som lajvtekniker för band som exempelvis Eggstone, The Mopeds och The Animal Five.
Manieri har producerat det platinasäljande debutalbumet av The Ark, We Are The Ark (2000), samt deras album Prayer For The Weekend. Han har också producerat album åt Paus, Melody Club, The Animal Five, The Mo, Marit Bergman samt sina egna band Chocolate Barry och Trig.
Manieri har även gjort remixar åt bland andra The Cardigans, The Corrs och Roxette och spelat på skivor med sångaren Thomaz Ransmyr.
2008 började Marco Manieri studera till läkare. Han skulle dock ta en paus för bli en av de tävlande i tv-programmet Sveriges Mästerkock 2012, där han slutade på en fjärde plats. Manieri drev sedan en blogg om italiensk mat som sedan blev kokboken Italienska för nybörjare, som gavs ut av ICA Bokförlag i mars 2013.

## Producerade skivor
- The Alpine: Mondays Look The Same EP (2005)
- The Animal Five: The Animal Five (2006)
- The Animal Five: Je Ne Sais Quack (2009)
- The Ark: We Are The Ark (2000)
- The Ark: Prayer For The Weekend (2007)
- Chocolate Barry: Cucumber Trees and Ice Cold Lemonade (2001)
- Dipper: They Know What To Expect And They Like It (2000)
- Kristian Anttila: Natta De Mina (2003)
- Marit Bergman: Baby Dry Your Eye (2004)
- The Mo: City Heart (2002)
- Venus Outback: Spiron Johd (1999)
- Paus: Paus (1998)